# Кроза (Италия)
Кроза (итал. Crosa) — коммуна в Италии, располагается в регионе Пьемонт, в провинции Бьелла.
Население составляет 336 человек (2008 г.), плотность населения составляет 350 чел./км². Занимает площадь 1 км². Почтовый индекс — 13853. Телефонный код — 015.
Покровителями коммуны почитаются святые Косма и Дамиан, целители безмездные, празднование 26 сентября.

## Демография
Динамика населения:

## Администрация коммуны
- Официальный сайт: